# Манільське прядиво
Манільське прядиво, також відоме як маніла — вид рослинного волокна, що отримується з листя абаки́ (Musa textilis), виду банану. Воно здебільшого використовується для виготовлення мотузок і є одним з найтриваліших рослинних волокон, після коноплі. Інші використання для манільського прядива — грубі тканини і папір, зокрема манільські конверти і манільський папір. Назва прядива походить від назви столиці Філіппін, Маніли, через те що саме Філіппіни є батьківщиною та найбільшим виробником абаки.